# مأمون الحق
مأمون الحق بن عزيز الحق بن حاجي إرشاد علي القاضي البِكْرَمْفُورِيّ الدَّاكَوِيّ (مولد 1973) عالم إسلامي بنغلادشي وسياسي، اقتصادي، أكاديمي، كاتب، محرر، متحدث إسلامي دولي ومصلح اجتماعي. وهو السكرتير المشترك لحافظات الإسلام بنغلادش، والأمين العام لبنجلاديش خلافة مجلس، وشيخ الحديث من جامعة الرحمانية العربية العزيزية بسيلا داكا، ومؤسس مسجد بابري في بنجلاديش، ورئيس تحرير مجلة رحماني بايجام الشهرية، ورئيس مجلس خلافة شباب بنجلاديش مجلس، وخطيب في الجامع بيت المعمور. كان أستاذا للاقتصاد في الجامعة الآسيوية في بنغلاديش. وهو أيضًا شخصية بارزة في العديد من المنظمات، بما في ذلك رابطة الواعظين بنغلاديش، وهي منظمة للمتحدثين الإسلاميين في بنغلاديش. لديه مهارات في خمس لغات بما في ذلك البنغالية والإنجليزية والعربية. وهو معروف في جميع أنحاء البلاد بأنه زعيم إسلامي. كان يتمتع بشعبية خاصة مع المتحدثين المتشددين ضد الملحدين والعلمانيين والمعادين للإسلاميين وتم اعتقاله لقيادته الحركة في هذا الصدد. بدأت ٦٥ منظمة، بما في ذلك رابطة عوامي بنغلاديش، ورابطة شاترا، وجوبو ليغ، حركة ضخمة في جميع أنحاء البلاد للمطالبة بحظره واعتقاله ومعاقبتهم بشكل نموذجي لترويج الأصولية الإسلامية.
ولد في نوفمبر 1973 في ازمبور، لالباج، دكا. والده هو العلامة عزيز الحق.  ف وهو معروف بصوته القوي. وهو الأمين العام المشارك لبنغلاديش خلافة ماجليش  ورئيس شباب الخلافة البنجلاديشي.  اعتقلته حكومة بنجلاديش عام 2013 لقيادته حركة الحافظات.  اكتسب شعبية من خلال التحدث ضد الملحدين والعلمانيين ومناهضي الإسلام.  

## أعماله
نشر 10 كتب وحرر4 كتب. منذ عام 2001، كان رئيس تحرير مجلة «مونتلي رحماني بايجامي» الشعبية. كما يكتب مقالات حول القضايا المعاصرة في الصحف الوطنية واليومية. 
- التحدث من السجن (2013)
- رسالة زمنية
- الحديث عن الأقواس والمنابر
- دور مجتمع العالم في النضال من أجل الحرية
- تكافح في سبيل الحقيقة
- حقوق المرأة: تفسير وإزالة المفاهيم الخاطئة
- بهيلى بويشك: ماذا يقول الإسلام؟
- هوية مؤمن ناجح
- دعوة دينية
- نظام دولة الخلافة: المقدمة والسياسة
- اريد عمال نشيطين في الحركة الإسلامية
- القيادة والولاء في المنظمات الإسلامية
- القيادة والولاء والحياة الإسلامية
- ما هي المنظمة الإسلامية ولماذا؟

## مرجع
1. ↑  "Sculpture fiasco: Numerous organizations demonstrate demanding arrest of Babunagari, Mamunul". Dhaka Tribune. 1 ديسمبر 2020. مؤرشف من الأصل في 2020-12-01. اطلع عليه بتاريخ 2020-12-10.
2. ↑  "Mamunul condemns vandalising of Bangabandhu sculpture, stands by earlier statement". The Daily Star (بالإنجليزية). 8 Dec 2020. Archived from the original on 2020-12-08. Retrieved 2020-12-10.
3. ↑  "Action demanded against Mujib sculpture protesters". New Age | The Most Popular Outspoken English Daily in Bangladesh (بالإنجليزية). Archived from the original on 2020-12-12. Retrieved 2020-12-10.
4. 1 2  "Shaikhul Hadith's son Mamunul Haque was arrested in Khulna". Daily Prothom-Alo. 13 مايو 2013. مؤرشف من الأصل في 2020-07-10. اطلع عليه بتاريخ 2020-07-09.
5. ↑  "Formation of new committee of Bangladesh Khilafah Majlis". Daily Nayadiganta (بالبنغالية). Archived from the original on 2019-02-06. Retrieved 2020-07-09.
6. ↑  "Bangladesh Khilafah Youth Majlis | The caravan fighting for the victory of religion". Bangladesh Khilafah Youth Majlis (بالإنجليزية الأمريكية). Archived from the original on 2020-07-09. Retrieved 2020-07-09.
7. ↑  "Youth Majlis president Maulana Mamunul Haque arrested RTM News 24". Rtmnews24.com (بالإنجليزية الأمريكية). Archived from the original on 2020-07-10. Retrieved 2020-07-09.
8. ↑  à¦«à¦¾à¦ à¦¤-à¦¨à§ à¦¤à¦¾-à¦®à¦¾à¦ à¦²à¦¾à¦¨à¦¾-à¦®à¦¾à¦®à§ à¦¨à§ à¦²--à¦¹à¦ à¦ à§ -à¦ªà§ à¦²à¦¿à¦¶à§ -à¦¹à¦¯à¦¼à¦°à¦¾à¦¨à¦¿--à¦¬à¦¨à§ à¦§-à¦ à¦°à§ à¦¨----à¦ à§ à¦²à¦¾à¦«à¦¤-à¦¯à§ à¦¬-à¦®à¦ à¦²à¦¿à¦¸/ "Stop police harassment of Hefazat leader Maulana Mamunul Haque - Khilafat Youth Majlis". The Daily Sangram. مؤرشف من الأصل في 2020-07-10. اطلع عليه بتاريخ 2020-07-09. {{استشهاد ويب}}: تحقق من قيمة |مسار أرشيف= (مساعدة)
9. ↑  Islam, Robiul (22 Oct 2019). "Hefazat leader threatened another 'Shapla Chattar'". SOMOYERKONTHOSOR (بالإنجليزية الأمريكية). Archived from the original on 2020-07-09. Retrieved 2020-07-09.
10. ↑  "Hefazat threatens to gather at Shapla Chattar again banglatribune.com". Bangla Tribune (بالبنغالية). Archived from the original on 2020-07-09. Retrieved 2020-07-09.
11. ↑  "We will go to Shapla Chattar again, threatened Hefazat leader The voice of tomorrow". Kalerkantho. 22 أكتوبر 2019. مؤرشف من الأصل في 2019-10-29. اطلع عليه بتاريخ 2020-07-09.
12. ↑  "Maolana Mamunul Haque Books: Rokomari.com". www.rokomari.com (بالإنجليزية). Archived from the original on 2020-07-10. Retrieved 2020-07-09.
13. ↑  "Buy Maulana Mamunul Haque's books online Bookmarket.com". BoiBazar.com (بالبنغالية). Archived from the original on 2020-07-10. Retrieved 2020-07-09.